# Leucauge malkini
Leucauge malkini är en spindelart som beskrevs av Pater Chrysanthus 1975. Leucauge malkini ingår i släktet Leucauge och familjen käkspindlar. Inga underarter finns listade i Catalogue of Life.